# Technika
A technika (görögül művészi, mesterség szerinti), többértelmű szó.
- A legáltalánosabban a legmegfelelőbb és gazdaságos eszközök és anyagok racionális, tudatos felhasználása egy kitűzött cél érdekében.
- Kissé szűkebb értelemben valamely művészi vagy ipari tevékenységre szükséges segédeszközök és eljárások összessége. A gyártási eljárásokat a műszaki életben technológiának is nevezik.
- Összefoglaló néven gyakran a műszaki életet is technikának nevezik. (például "tudomány és technika").

## Technika és fenntarthatóság
A környezetvédelem gondolkodói nagy jelentőséget tulajdonítanak annak, hogy a technika megnöveli az emberi cselekvés hatékonyságát, hatótávolságát. Hans Jonas kimondja, hogy az új technikai megoldások új etikai szituációt teremtenek, amelyet nem szabad figyelmen kívül hagyni.
Jacques Ellul 1977-ben megjelent tanulmányában úgy értékeli, hogy a technika az emberi környezet olyan meghatározó részévé lett, amelynek szocializáló hatására, az ember már nem "lát ki" a technikai környezetéből, hanem ezen keresztül szemléli a valóságot, így a technika, mint környezet kritikájára képtelenné válik. Ellul szerint a technika, mint környezet, az oktatást is markánsan megváltoztatja: "A humán tudományok visszaszorultak a természettudományos és a műszaki képzés javára, mivel az a környezet, amelybe a diák belecsöppen, nem humán, hanem technikai jellegű." "A technika nem csak korlátozó és leegyszerűsítő hatású, hanem oly módon "szabadít fel", hogy az ember egyre mélyebben a technikai rendszer részévé válik."
Az orosz teológus Bergyajev a(z emberi hatóképesség határait kiterjesztő és ezáltal sok esetben komoly környezeti problémát okozó) technikához való viszonyunkat a Gondviseléshez való viszonyunkhoz hasonlítja „s olykor már úgy tűnik, hogy a gépek és a technika az ember hitének egyedüli, kizárólagos tárgyaivá lettek”